# TSV Bayer 04 Leverkusen (Volleyball)
Die Volleyball-Abteilung des TSV Bayer 04 Leverkusen wurde 1969 gegründet. Die Männer spielten von 1978 bis 1991 in der 1. Bundesliga. Die erste Frauenmannschaft, die BayerVolleys, spielte von 1995 bis 2010 in der 1. Bundesliga und aktuell in der 2. Bundesliga.

## Team
Der Kader für die Saison 2021/22 bestand aus 13 Spielerinnen. Außerdem stehen auch einige Beachvolleyballerinnen im Kader. Leverkusen setzt überwiegend auf deutsche Nachwuchsspielerinnen der Jahrgänge 1996 bis 2004.
Cheftrainer ist seit 2022 Dirk Sauermann.
| Name                                                                                                   | Nr. | Nation      | Größe  | Geburtsdatum  | Position |
| --- | --- | ----------- | ------ | ------------- | -------- |
| Laura Broekstra                                                                                        | 11  | Deutschland | 1,91 m | 1. März 1997  | MB       |
| Alicia-Mae Heimbach                                                                                    | 16  | Deutschland | 1,89 m | 11. Apr. 2001 | U        |
| Jule Hellmann                                                                                          | 8   | Deutschland | 1,83 m | 12. Sep. 1996 | U        |
| Alexa Kaminski                                                                                         | 9   | Deutschland | 1,88 m | 17. Feb. 2000 | Z        |
| Lena Overländer                                                                                        | 7   | Deutschland | 1,83 m | 24. Apr. 1996 | AA       |
| Sarah Overländer                                                                                       | 3   | Deutschland | 1,85 m | 24. Apr. 1996 | AA       |
| Wiebke Ritter                                                                                          | 17  | Deutschland | 1,79 m | 23. Sep. 2003 | Z        |
| Malin Schäfer                                                                                          | 13  | Deutschland | 1,84 m | 4. Dez. 1998  | Z        |
| Finja Schul                                                                                            | 18  | Deutschland | 1,88 m | 3. März 2004  | U        |
| Klara Single                                                                                           | 14  | Deutschland | 1,69 m | 12. Jan. 2000 | L        |
| Laurine Vinkensteijn                                                                                   | 12  | Niederlande | 1,87 m | 23. Juli 1994 | MB       |
| Charlotta Werscheck                                                                                    | 10  | Deutschland | 1,86 m | 19. Aug. 1998 | AA       |
| Clara Wübbeke                                                                                          | 5   | Deutschland | 1,89 m | 20. Juni 2001 | MB       |
| Positionen: AA = Annahme/Außen, D = Diagonal, L = Libero, MB = Mittelblock, U = Universal, Z = Zuspiel |     |             |        |               |          |

## Geschichte
Die Männermannschaft von Bayer Leverkusen wurde 1979, 1989 und 1990 deutscher Meister und gewann 1988 den DVV-Pokal, bevor sie 1991 zum SV Bayer Wuppertal transferiert wurde, der 1995 erneut den DVV-Pokal gewann. 1985 wurde die Zweitliga-Frauenmannschaft des Post SV Köln integriert, die 1991 in die 1. Bundesliga aufstieg.

## Bundesliga
Die Frauen von Bayer Leverkusen spielten seit 1995 in der ersten Liga und waren 1999 und 2004 Vizemeister. In den Spielzeiten 2005/06 und 2006/07 kamen sie jedoch nicht über die Playdown-Runde hinaus und mussten sich jeweils mit dem neunten Platz begnügen. In der Saison 2007/08 erreichten sie wieder die Meisterrunde und belegten den sechsten Rang. In der Saison 2008/09 landete man auf Platz zwölf.
Auch zur Saison 2009/10 hatte sich die erste Frauenmannschaft des Vereins souverän für die erste Liga qualifiziert und wurde auch gemeldet, musste jedoch nachträglich zurückgezogen werden, weil Bayer einige zehntausend Euro nicht aufbringen konnte, um die Saison zu finanzieren. Nahezu alle Spielerinnen, darunter Nationalspielerinnen, wechselten zu anderen Vereinen. Die in der zweiten Liga Nord bestrittene Spielzeit 2009/10 spielte die erste Frauenmannschaft äußerst erfolgreich und sicherte sich frühzeitig Meisterschaft, musste aber aus finanziellen Gründen auf den Aufstieg in die erste Liga verzichten. Gleiches gelang in derselben Spielzeit der ersten Männermannschaft, auch sie wurde Meister der zweiten Liga und musste aus finanziellen Gründen das Aufstiegsrecht an die A!B!C Titans Berg. Land abtreten. In der Saison 2010/11 gewann die Frauen-Mannschaft erneut die Meisterschaft der zweiten Liga Nord und nahm diesmal das Aufstiegsrecht in die erste Bundesliga in Anspruch. Die Zweitliga-Spielberechtigung der Männermannschaft, die 2010/11 die Vizemeisterschaft errang, wurde dagegen an die TSG Solingen Volleys übertragen, zu der auch die meisten Leverkusener Spieler wechselten. 2011/12 belegten die Frauen in der Bundesliga nur den vorletzten Platz und mussten somit die erste Liga nach einem Jahr wieder verlassen. 2012/13 und 2015/16 wurden die Volleyballerinnen Meister der 2. Bundesliga Nord, nahmen aber ihr Aufstiegsrecht in die erste Bundesliga erneut nicht wahr. In den Saisons 2016/17, 2017/18 und 2018/19 wurde das TSV Team jeweils Vizemeister. In der Saison 2019/2020 belegte das Team den fünften Platz (vorzeitiger Abbruch der Saison aufgrund der Corona-Pandemie). Die Saison 2020/21 schloss das Team mit 19 Punkten Vorsprung vor dem Tabellenzweiten bei nur einer Niederlage auf Platz eins ab und wurde Meister der Liga. Bayer Leverkusen verzichtete jedoch auf den Aufstieg in die Bundesliga.

## DVV-Pokal
In der Saison 2003/04 verlor die Leverkusenerinnen das Halbfinale gegen den späteren Pokalsieger USC Münster mit 2:3. Das gleiche Duell gab es ein Jahr später beim Endspiel in Bonn und erneut war Bayer unterlegen. In der Saison 2005/06 schied Leverkusen bereits im Viertelfinale gegen Vilsbiburg aus und im Halbfinale 2006/07 kam das Aus gegen den Schweriner SC. In der Saison 2007/08 mussten sich die Bayer-Frauen bereits im Achtelfinale dem Dresdner SC geschlagen geben. In der Saison 2008/09 verlor man im Viertelfinale gegen Vilsbiburg. Als Zweitligist schieden die Leverkusenerinnen gegen den gleichen Gegner im Achtelfinale 2009/10 aus.